# Weiberregiment (Film)
Weiberregiment ist eine deutsche Filmkomödie von Karl Ritter aus dem Jahr 1936 nach dem gleichnamigen Bühnenstück von Anton Hamik (Franz Streicher).

## Handlung
Rosl, die junge, hübsche Erbin des Zacherlbräus, hat es nicht leicht unter den vielen Männern, mit denen sie es zu tun bekommt. Besonders aufsässig ist der junge Braumeister Alois, der eigentlich in Rosl verliebt ist.
Da erhält Rosl Hilfe von ihrer Tante Cilli, die zugleich ihr Vormund ist. Die altjungfernhafte Tante nutzt die Gelegenheit, um die Frauen des Dorfes gegen die Männer aufzuhetzen. Sie räumt mit der Männerwirtschaft am Zacherlbräu auf, indem sie die Knechte durch Mägde ersetzt, und nur der harmlose Korbinian darf bleiben.
Bei den Auseinandersetzungen zwischen den Männern und den Frauen ziehen die Männer, die von dem Koch Seppl angeführt werden, immer wieder den Kürzeren. Selbst beim Kegeln unterliegen sie, da sie von den Frauen durch Alkohol und weibliche Reize verwirrt werden.
Cilli plant derweil, ihrer so errungenen Herrschaft Dauerhaftigkeit zu verleihen. Sie holt ihren Bruder Ignaz ins Dorf, der Rosl heiraten soll. Dieser blamiert sich jedoch vollständig, und Korbinian holt Alois zurück, der Cilli als Kupplerin bloßstellt. Cilli und Ignaz müssen abziehen, Alois bekommt Rosl, und auch die anderen Männer haben inzwischen durch Kammerfensterln wieder zu ihren Mädchen gefunden.

## Weiteres
Die Dreharbeiten fanden vom Januar bis Februar 1936 in der Umgebung von Bischofswiesen und Berchtesgaden statt. Uraufführung war am 9. Juli 1936 in München und am 10. Juli 1936 in Berlin, Ufa-Palast am Zoo. Der Film ist stark von der Kulisse einer tief verschneiten, aber sonnigen Winterlandschaft mit urigen Bauernhäusern geprägt. Der Zug, mit dem Ignaz ankommt, wird von einer Lokomotive der originellen und seltenen Baureihe 98.3 (Bayerische PtL 2/2) gezogen. Karl Ritter gab mit dieser Adaption einer Bauernkomödie sein Debüt als Filmregisseur, womit er zugleich seiner Entdeckung Heli Finkenzeller zum Durchbruch verhalf.

## Kritiken
- Karlheinz Wendtland in Geliebter Kintopp, Jahrgang 1936, 3. Auflage 1989: „Hier wird ein bayerisches Dorf mit seiner Brauerei – und welches bayerische Dorf hätte sie nicht – mit soviel Herzenswärme und ausgelassener Lebensfreude gezeigt, daß sich der Erfolg von selbst einstellt...Viel Humor, derbe Fröhlichkeit und immer wieder glaubwürdige Einfälle verhelfen dem Film dazu, daß man sich seiner gern erinnert.“

- Film-Dienst: „Heiterer Bauernschwank, gewürzt mit derbem bajuwarischem Humor.“